# Engelbert (Sänger)/Diskografie
Diese Diskografie ist eine Übersicht über die musikalischen Werke des britischen Sängers Engelbert, der international auch unter dem Künstlernamen Engelbert Humperdinck bekannt ist. Den Schallplattenauszeichnungen zufolge hat er bisher mehr als 11,4 Millionen Tonträger verkauft, davon alleine in seiner Heimat über 520.000. Seine erfolgreichste Veröffentlichung ist das Album After the Lovin’ mit über 2,1 Millionen verkauften Einheiten.

## Alben

### Studioalben
| Jahr | Titel                                            | Höchstplatzierung, Gesamtwochen, AuszeichnungChartplatzierungen (Jahr, Titel, Platzierungen, Wochen, Auszeichnungen, Anmerkungen) | Höchstplatzierung, Gesamtwochen, AuszeichnungChartplatzierungen (Jahr, Titel, Platzierungen, Wochen, Auszeichnungen, Anmerkungen) | Höchstplatzierung, Gesamtwochen, AuszeichnungChartplatzierungen (Jahr, Titel, Platzierungen, Wochen, Auszeichnungen, Anmerkungen) | Höchstplatzierung, Gesamtwochen, AuszeichnungChartplatzierungen (Jahr, Titel, Platzierungen, Wochen, Auszeichnungen, Anmerkungen) | Höchstplatzierung, Gesamtwochen, AuszeichnungChartplatzierungen (Jahr, Titel, Platzierungen, Wochen, Auszeichnungen, Anmerkungen) | Anmerkungen                              |
| Jahr | Titel                                            | DE | AT | CH | UK | US | Anmerkungen                              |
| ---- | ------------------------------------------------ | --- | --- | --- | --- | --- | ---------------------------------------- |
| 1967 | Release Me                                       | — | — | — | UK6 Silber · (58 Wo.)UK | US7 Gold · (118 Wo.)US |                                          |
| 1967 | The Last Waltz                                   | — | — | — | UK3 (33 Wo.)UK | US10 Gold · (60 Wo.)US |                                          |
| 1968 | A Man Without Love                               | DE9 (12 Wo.)DE | — | — | UK3 (45 Wo.)UK | US12 Gold · (78 Wo.)US |                                          |
| 1969 | Engelbert                                        | — | — | — | UK3 (8 Wo.)UK | US12 Gold · (33 Wo.)US |                                          |
| 1969 | Engelbert Humperdinck                            | — | — | — | UK5 (23 Wo.)UK | US5 Gold · (41 Wo.)US |                                          |
| 1970 | We Made It Happen                                | — | — | — | UK17 (11 Wo.)UK | US19 Gold · (40 Wo.)US |                                          |
| 1970 | Sweetheart                                       | — | — | — | — | US22 Gold · (24 Wo.)US |                                          |
| 1971 | Another Time, Another Place                      | — | — | — | UK48 (1 Wo.)UK | US25 Gold · (15 Wo.)US |                                          |
| 1972 | In Time                                          | — | — | — | — | US72 (14 Wo.)US |                                          |
| 1973 | King of Hearts                                   | — | — | — | — | US113 (10 Wo.)US |                                          |
| 1976 | After the Lovin’                                 | — | — | — | — | US17 ×2Doppelplatin · (28 Wo.)US                                                                                                  |                                          |
| 1977 | Miracles by Engelbert Humperdinck                | — | — | — | — | US167 (5 Wo.)US |                                          |
| 1977 | Christmas Tyme                                   | — | — | — | — | US156 Gold · (4 Wo.)US | Weihnachtsalbum                          |
| 1979 | This Moment in Time                              | — | — | — | — | US164 (4 Wo.)US |                                          |
| 1986 | Träumen mit Engelbert                            | DE1 Platin · (40 Wo.)DE | AT18 (10 Wo.)AT | CH6 Gold · (9 Wo.)CH | — | — |                                          |
| 1987 | Remember – I Love You                            | DE5 Platin · (15 Wo.)DE | AT5 (8 Wo.)AT | CH22 Gold · (2 Wo.)CH | — | — |                                          |
| 1988 | In Liebe – Engelbert                             | DE2 Platin · (22 Wo.)DE | AT10 Platin · (10 Wo.)AT | CH— ×2DoppelgoldCH | — | — | alternativer Titel: Natural Love         |
| 1989 | Ich denk an dich – Ein Abend voller Zärtlichkeit | DE20 Gold · (12 Wo.)DE | AT27 Gold · (3 Wo.)AT | — | — | — | alternativer Titel: Step Into My Life    |
| 1990 | Zärtlichkeiten                                   | DE49 (9 Wo.)DE | AT22 Gold · (6 Wo.)AT | — | — | — | Erstveröffentlichung: 13. September 1990 |
| 1991 | Träumen mit Engelbert 2                          | — | AT30 Gold · (7 Wo.)AT | — | — | — | Erstveröffentlichung: 23. September 1991 |
| 1995 | Love Unchained                                   | — | — | — | UK16 (6 Wo.)UK | — |                                          |
| 2001 | I Want to Wake Up with You                       | — | — | — | UK42 (2 Wo.)UK | — | Erstveröffentlichung: 8. Oktober 2001    |
| 2005 | Let There Be Love                                | — | — | — | UK67 (2 Wo.)UK | — | Erstveröffentlichung: 14. Februar 2005   |
| 2014 | Engelbert Calling                                | — | — | — | UK31 (4 Wo.)UK | — | Erstveröffentlichung: 21. März 2014      |

grau schraffiert: keine Chartdaten aus diesem Jahr verfügbar
Weitere Studioalben
| - 1973: Humble Beginnings of England’s Gilbert O’Sullivan & Gerry Dorsey (als Gerry Dorsey, mit Gilbert O’Sullivan) - 1974: My Love - 1978: Last of the Romantics - 1980: Love’s Only Love - 1980: A Merry Christmas with Engelbert Humperdinck - 1981: Don’t You Love Me Anymore? - 1983: You and Your Lover - 1984: White Christmas - 1985: A Lovely Way to Spend an Evening - 1986: With Love - 1987: Yours | - 1988: Rendezvous mit Engelbert - 1989: Step into My Life - 1989: As Time Goes By - 1990: Heart of Gold - 1991: Stardust - 1992: Hello Out There - 1993: Quiereme mucho - 1997: A Little in Love - 1998: The Dance Album - 2007: The Winding Road |

### Livealben
| Jahr | Titel                          | Höchstplatzierung, Gesamtwochen, AuszeichnungChartplatzierungen (Jahr, Titel, Platzierungen, Wochen, Auszeichnungen, Anmerkungen) | Höchstplatzierung, Gesamtwochen, AuszeichnungChartplatzierungen (Jahr, Titel, Platzierungen, Wochen, Auszeichnungen, Anmerkungen) | Höchstplatzierung, Gesamtwochen, AuszeichnungChartplatzierungen (Jahr, Titel, Platzierungen, Wochen, Auszeichnungen, Anmerkungen) | Höchstplatzierung, Gesamtwochen, AuszeichnungChartplatzierungen (Jahr, Titel, Platzierungen, Wochen, Auszeichnungen, Anmerkungen) | Höchstplatzierung, Gesamtwochen, AuszeichnungChartplatzierungen (Jahr, Titel, Platzierungen, Wochen, Auszeichnungen, Anmerkungen) | Anmerkungen |
| Jahr | Titel                          | DE | AT | CH | UK | US | Anmerkungen |
| ---- | ------------------------------ | --- | --- | --- | --- | --- | ----------- |
| 1971 | Live at the Riviera, Las Vegas | — | — | — | UK45 (1 Wo.)UK | US45 (13 Wo.)US |             |

grau schraffiert: keine Chartdaten aus diesem Jahr verfügbar
Weitere Livealben
- 1980: Live in Concert and All of Me / A Double Album
- 1995: The Best Of – Live
- 1998: Live!
- 2002: The Last Waltz: Engelbert in Concert (CD + DVD)
- 2003: Live
- 2006: Totally Amazing (Live)

### Kompilationen
| Jahr | Titel                                        | Höchstplatzierung, Gesamtwochen, AuszeichnungChartplatzierungen (Jahr, Titel, Platzierungen, Wochen, Auszeichnungen, Anmerkungen) | Höchstplatzierung, Gesamtwochen, AuszeichnungChartplatzierungen (Jahr, Titel, Platzierungen, Wochen, Auszeichnungen, Anmerkungen) | Höchstplatzierung, Gesamtwochen, AuszeichnungChartplatzierungen (Jahr, Titel, Platzierungen, Wochen, Auszeichnungen, Anmerkungen) | Höchstplatzierung, Gesamtwochen, AuszeichnungChartplatzierungen (Jahr, Titel, Platzierungen, Wochen, Auszeichnungen, Anmerkungen) | Höchstplatzierung, Gesamtwochen, AuszeichnungChartplatzierungen (Jahr, Titel, Platzierungen, Wochen, Auszeichnungen, Anmerkungen) | Anmerkungen                           |
| Jahr | Titel                                        | DE | AT | CH | UK | US | Anmerkungen                           |
| ---- | -------------------------------------------- | --- | --- | --- | --- | --- | ------------------------------------- |
| 1974 | His Greatest Hits                            | — | — | — | UK1 Gold · (34 Wo.)UK | US103 (14 Wo.)US |                                       |
| 1985 | Getting Sentimental                          | — | — | — | UK35 (10 Wo.)UK | — |                                       |
| 1987 | The Engelbert Humperdinck Collection         | — | — | — | UK35 (9 Wo.)UK | — |                                       |
| 1992 | Forever Yours                                | — | AT38 (1 Wo.)AT | — | — | — | Erstveröffentlichung: 24. August 1992 |
| 2000 | How to Win Your Love / At His Very Best (UK) | DE100 (1 Wo.)DE | AT15 (6 Wo.)AT | — | UK5 Gold · (14 Wo.)UK | — |                                       |
| 2004 | His Greatest Love Songs                      | — | — | — | UK4 Gold · (14 Wo.)UK | — |                                       |
| 2007 | Greatest Hits and More                       | — | — | — | UK21 Silber · (4 Wo.)UK | — | Erstveröffentlichung: 2. April 2007   |
| 2012 | Release Me – The Best Of                     | — | — | — | UK21 (3 Wo.)UK | — | Erstveröffentlichung: 14. Mai 2012    |
| 2021 | Essential                                    | — | — | — | UK97 (1 Wo.)UK | — | 3CD                                   |

grau schraffiert: keine Chartdaten aus diesem Jahr verfügbar
Weitere Kompilationen
| - 1967: Twelve Great Songs Plus „Release Me“# - 1968: His Greatest Hits - 1973: Unseren Freunden zum Jahreswechsel – Teldec 1973/74 (mit diversen Komponisten/Interpreten) - 1976: The Very Best of Engelbert Humperdinck – 18 Fabulous Tracks - 1976: 20 Super Hits by Engelbert - 1977: Engelbert Sings for You - 1977: The Ultimate Engelbert Humperdinck - 1977: Golden Love Songs - 1977: 20 Greatest Hits - 1978: Love Letters - 1978: Take My Heart (2 LPs) - 1979: Engelbert - 1979: Just for You (2 LPs) - 1980: The Complete Engelbert Golden Treasury - 1980: I Wish You Love - 1980: Wonderland by Night (2 LPs) - 1981: Greatest Hits - 1981: Release Me - 1982: The Best of Engelbert Vol. 1 - 1982: The Best of Engelbert Vol. 2 - 1983: Their Greatest Hits (Splitalbum mit Tom Jones) - 1984: 16 Greatest Love Songs (UK: Gold) | - 1986: 20 Love Songs - 1987: Liebeslieder (Engelbert singt romantische Welterfolge) / Greatest Love Songs (2 LPs) - 1988: Engelbert in Love - 1989: As Time Goes By - 1991: Star Collection – Please Release Me - 1991: I Wish You Love – 20 Great Love Songs - 1992: Release Me - 1992: The Last Waltz (mit Royal Philharmonic Orchestra) - 1992: In the Still of the Night - 1992: 14 Romantic Evergreens – Volume 3 - 1993: Schmusestunde mit Engelbert - 1993: The Golden Hits of Engelbert Humperdinck & Tom Jones (Splitalbum mit Tom Jones) - 1995: The Very Thought of You - 1998: The Collection - 1998: The Classic Engelbert Humperdinck - 2003: As Time Goes By - 2005: The Best of Engelbert Humperdinck - 2005: Gold (2 CDs) - 2009: Greatest Hits - 2009: Legacy of Love (mit The Prague Symphony, 2 CDs) - 2012: Spanish Eyes – The Best Of (UK: Gold) |

## Singles
| Jahr | Titel Album                                                   | Höchstplatzierung, Gesamtwochen, AuszeichnungChartplatzierungen (Jahr, Titel, Album, Platzierungen, Wochen, Auszeichnungen, Anmerkungen) | Höchstplatzierung, Gesamtwochen, AuszeichnungChartplatzierungen (Jahr, Titel, Album, Platzierungen, Wochen, Auszeichnungen, Anmerkungen) | Höchstplatzierung, Gesamtwochen, AuszeichnungChartplatzierungen (Jahr, Titel, Album, Platzierungen, Wochen, Auszeichnungen, Anmerkungen) | Höchstplatzierung, Gesamtwochen, AuszeichnungChartplatzierungen (Jahr, Titel, Album, Platzierungen, Wochen, Auszeichnungen, Anmerkungen) | Höchstplatzierung, Gesamtwochen, AuszeichnungChartplatzierungen (Jahr, Titel, Album, Platzierungen, Wochen, Auszeichnungen, Anmerkungen) | Anmerkungen |
| Jahr | Titel Album                                                   | DE | AT | CH | UK | US | Anmerkungen |
| ---- | ------------------------------------------------------------- | --- | --- | --- | --- | --- | --- |
| 1967 | Release Me (And Let Me Love Again) Release Me                 | DE20 (8 Wo.)DE | — | — | UK1 (57 Wo.)UK | US4 (14 Wo.)US | Erstveröffentlichung: 13. Januar 1967 Autoren: William McCall, Eddie Miller, James Pebworth, Robert Yount Original: Eddie Miller and the Oklahomans, 1950                              |
| 1967 | There Goes My Everything Release Me                           | DE31 (6 Wo.)DE | — | — | UK2 (29 Wo.)UK | US20 (7 Wo.)US | Erstveröffentlichung: 18. Mai 1967 Autor: Dallas Frazier Original: Ferlin Husky, 1966                                                                                                  |
| 1967 | The Last Waltz                                                | DE14 (16 Wo.)DE | AT3 (12 Wo.)AT | CH9 (2 Wo.)CH | UK1 (27 Wo.)UK | US25 (9 Wo.)US | Erstveröffentlichung: 18. August 1967 Autoren: Les Reed, Barry Mason |
| 1967 | Am I That Easy to Forget –                                    | — | — | — | UK3 (13 Wo.)UK | US18 (10 Wo.)US | Erstveröffentlichung: Dezember 1967 Autoren: Carl Belew, Les Reed Original: Carl Belew, 1959                                                                                           |
| 1968 | A Man Without Love (Quando m’innamoro) A Man Without Love     | DE6 (14 Wo.)DE | AT6 (16 Wo.)AT | CH1 (14 Wo.)CH | UK2 (15 Wo.)UK | US19 (9 Wo.)US | Erstveröffentlichung: 19. April 1968 Komponisten: Roberto Livraghi, Daniele Pace, Mario Panzeri / engl. Text: Barry Mason Original: Anna Identici / The Sandpipers, 1968               |
| 1968 | Les bicyclettes de Belsize Engelbert                          | DE26 (6 Wo.)DE | — | — | UK5 (15 Wo.)UK | US31 (9 Wo.)US | Erstveröffentlichung: 3. September 1968 Autoren: Barry Mason, Leslie Reed |
| 1969 | The Way It Used to Be Engelbert                               | — | — | — | UK3 (14 Wo.)UK | US42 (11 Wo.)US | Erstveröffentlichung: 28. Januar 1969 Komponisten: Franco Cassano, Corrado Conti, Gianni Argenio / engl. Text: Roger Cook, Roger Greenaway Original: Isabella Iannetti – Melodia, 1968 |
| 1969 | I’m a Better Man (For Having Loved You) Engelbert Humperdinck | — | — | — | UK15 (13 Wo.)UK | US38 (7 Wo.)US | Erstveröffentlichung: 25. Juli 1969 Autoren: Burt Bacharach, Hal David |
| 1969 | Winter World of Love Engelbert Humperdinck                    | DE27 (2 Wo.)DE | — | — | UK7 (13 Wo.)UK | US16 (12 Wo.)US | Erstveröffentlichung: 7. November 1969 Autoren: Barry Mason, Leslie Reed |
| 1970 | My Marie –                                                    | — | — | — | UK31 (7 Wo.)UK | US43 (8 Wo.)US | Erstveröffentlichung: 22. Mai 1970 Autoren: Barry Mason, Tony Macaulay |
| 1970 | Sweetheart                                                    | — | — | — | UK22 (7 Wo.)UK | US47 (11 Wo.)US | Erstveröffentlichung: 28. August 1970 Autoren: Barry Gibb, Maurice Gibb Original: Bee Gees, 1970                                                                                       |
| 1971 | When There’s No You Sweetheart                                | — | — | — | — | US45 (7 Wo.)US | Autoren: Les Reed, Jackie Rae |
| 1971 | Another Time, Another Place                                   | — | — | — | UK13 (12 Wo.)UK | US43 (8 Wo.)US | Erstveröffentlichung: 20. August 1971 Autoren: Eddie Seago, Mike Leander |
| 1972 | Too Beautiful to Last In Time                                 | — | — | — | UK14 (10 Wo.)UK | US86 (3 Wo.)US | Erstveröffentlichung: 11. Februar 1972 Autoren: Paul Francis Webster, Richard Rodney Bennett                                                                                           |
| 1972 | In Time                                                       | — | — | — | — | US69 (8 Wo.)US | Erstveröffentlichung: 30. Juni 1972 Komponisten: Detto Mariano, Don Backy engl. Text: Denis King, Norman Newell                                                                        |
| 1972 | I Never Said Goodbye In Time                                  | — | — | — | — | US61 (7 Wo.)US | Autoren: Barry Mason, Les Reed |
| 1973 | I’m Leavin’ You King of Hearts                                | — | — | — | — | US99 (1 Wo.)US | Erstveröffentlichung: 16. März 1973 Autor: Floyd Huddleston |
| 1973 | Love Is All –                                                 | — | — | — | UK44 (4 Wo.)UK | US91 (3 Wo.)US | Erstveröffentlichung: 7. September 1973 Autoren: Les Reed, Barry Mason Original: Malcolm Roberts, 1969                                                                                 |
| 1976 | After the Lovin’                                              | — | — | — | — | US8 Gold · (19 Wo.)US | Erstveröffentlichung: 30. September 1976 Autoren: Alan Bernstein, Ritchie Adams Original: Jack Jones, 1975                                                                             |
| 1977 | Goodbye My Friend Miracles by Engelbert Humperdinck           | — | — | — | — | US97 (3 Wo.)US | Erstveröffentlichung: April 1977 Autoren: Alan Bernstein, Ritchie Adams |
| 1978 | This Moment in Time                                           | — | — | — | — | US58 (6 Wo.)US | Erstveröffentlichung: Oktober 1978 Autoren: Alan Bernstein, Ritchie Adams |
| 1980 | Love’s Only Love                                              | — | — | — | — | US83 (2 Wo.)US | |
| 1983 | Til You and Your Lover Are Lovers Again You and Your Lover    | — | — | — | — | US77 (5 Wo.)US | Erstveröffentlichung: 14. Mai 1983 |
| 1986 | The Spanish Night Is Over Träumen mit Engelbert               | DE30 (17 Wo.)DE | — | — | — | — | Erstveröffentlichung: April 1986 Autoren: Jack White, Mark Spiro |
| 1986 | Torero (She Brings Him Spanish Roses) Träumen mit Engelbert   | DE61 (13 Wo.)DE | AT27 (4 Wo.)AT | — | — | — | Erstveröffentlichung: September 1986 Autoren: Jack White, Mark Spiro |
| 1987 | On the Wings of a Silverbird Remember – I Love You            | DE48 (9 Wo.)DE | — | — | — | — | Erstveröffentlichung: August 1987 Autoren: Charles Blackwell, Jerry Rix |
| 1988 | Nothing’s Gonna Change My Love for You Remember – I Love You  | — | — | — | UK93 (1 Wo.)UK | — | Autoren: Michael Masser, Gerry Goffin Original: George Benson, 1984 |
| 1988 | Radio Dancing Natural Love                                    | DE53 (7 Wo.)DE | — | — | — | — | Erstveröffentlichung: Dezember 1988 Autoren: Barry Mason, Jack White |
| 1989 | Red Roses for My Lady Step into My Life                       | DE50 (11 Wo.)DE | — | — | — | — | Erstveröffentlichung: Oktober 1989 Autor: Dieter Bohlen |
| 1999 | Quando Quando Quando The Dance Album                          | — | — | — | UK40 (3 Wo.)UK | — | Autoren: Alberto Testa, Charles E. Boone, Elio Cesari Original: Tony Renis / Emilio Pericoli, 1962                                                                                     |
| 2000 | How to Win Your Love                                          | — | — | — | UK59 (1 Wo.)UK | — | Erstveröffentlichung: 15. Mai 2000 |
| 2012 | Love Will Set You Free Release Me – The Best Of               | — | — | — | UK60 (2 Wo.)UK | — | Erstveröffentlichung: 7. Mai 2012 Autoren: Martin Terefe, Sacha Skarbek |

grau schraffiert: keine Chartdaten aus diesem Jahr verfügbar
Weitere Singles
| - 1959: Crazy Bells (als Gerry Dorsey) - 1959: I’ll Never Fall in Love Again (als Gerry Dorsey) - 1961: Big Wheel (als Gerry Dorsey) - 1964: Take Your Time (als Gerry Dorsey) - 1964: Baby I Do (als Gerry Dorsey) - 1965: Baby Turn Around (als Gerry Dorsey) - 1966: Stay - 1966: Dommage, Dommage (Too Bad, Too Bad) - 1969: Cafe - 1970: Our Song (La Paloma) - 1971: Santa Lija (Sogno d’amore) - 1971: Our Love Will Rise Again - 1973: Only Your Love (Titellied des Films Die Valachi Papiere) - 1974: Free as the Wind (Titellied des Films Papillon) - 1974: Precious Love - 1974: Catch Me, I’m Falling - 1974: Forever and Ever - 1975: This Is What You Mean to Me - 1977: I Believe in Miracles - 1977: Quando, Quando, Quando - 1977: Lover’s Holiday - 1978: Loving You, Losing You | - 1978: Love’s in Need of Love Today - 1978: Christmas Song - 1979: A Much, Much Greater Love - 1980: Don’t Touch That Dial - 1980: Any Kind of Love at All - 1981: It’s Not Easy to Live Together - 1984: The Other Woman / The Other Man - 1985: Portofino - 1986: Please Release Me (Let Me Go) - 1988: Under the Man in the Moon - 1988: The Second Time - 1988: How Do I Stop Loving You - 1989: I Can Never Let You Go - 1989: Only a Lonely Child - 1990: Someone to Love - 1990: I Wanna Rock You in My Wildest Dreams - 1990: I’m Gonna Dream Our Dreams for You - 1990: Take Away the Sorrow - 1991: As Long as I Can Dream with You - 1992: Power of Love (Remix) - 1992: We Dance the Night Away - 1992: Hello Out There - 1997: Lesbian Seagull |

## Videoalben
| - 1986: The Engelbert Humperdinck Spectacular - 1992: Engelbert Live - 1993: Live, Vol. 1 - 1993: Live, Vol. 2 - 1998: Live - 1999: Live at the Royal Albert Hall - 1999: Spectacular | - 2001: Live at the London Palladium - 2002: The Last Waltz: In Concert - 2003: Command Performance - 2006: Totally Amazing - 2007: Live in Concert - 2012: Königskinder (2 DVDs) |

## Statistik

### Chartauswertung
|                     | DE    | AT    | CH    | UK     | US     |
| ------------------- | ----- | ----- | ----- | ------ | ------ |
| Nummer-eins-Alben   | DE1DE | AT—AT | CH—CH | UK1UK  | US—US  |
| Top-10-Alben        | DE4DE | AT2AT | CH1CH | UK8UK  | US3US  |
| Alben in den Charts | DE7DE | AT8AT | CH2CH | UK20UK | US16US |

|                       | DE     | AT    | CH    | UK     | US     |
| --------------------- | ------ | ----- | ----- | ------ | ------ |
| Nummer-eins-Singles   | DE—DE  | AT—AT | CH1CH | UK2UK  | US—US  |
| Top-10-Singles        | DE1DE  | AT2AT | CH2CH | UK8UK  | US2US  |
| Singles in den Charts | DE11DE | AT3AT | CH2CH | UK18UK | US23US |

### Auszeichnungen für Musikverkäufe
| Goldene Schallplatte - Kanada - 1977: für die Single After The Lovin’ - 1977: für das Album Christmas Time - 1988: für das Album With Love - 2005: für das Videoalbum Engelbert Humperdinck Live - Neuseeland - 2002: für das Album At His Very Best - Niederlande - 1988: für das Album Remember I love You Platin-Schallplatte - Kanada - 1977: für das Album After The Lovin’ - 1978: für das Album The Last Waltz - 1980: für das Album Especially For You - Neuseeland - 2000: für das Album Greatest Hits - Niederlande - 1987: für das Album The Best Of (B.V. Gammofoonplatenmij. CNR) | 2× Platin-Schallplatte - Kanada - 1978: für das Album Greatest Hits - 1978: für das Album Release Me - 1978: für das Album A Man Without Love - Niederlande - 1997: für das Album The Best Of (Dino Music BV) |

Anmerkung: Auszeichnungen in Ländern aus den Charttabellen bzw. Chartboxen sind in ebendiesen zu finden.
| Land/RegionAuszeichnungen für Musikverkäufe (Land/Region, Auszeichnungen, Verkäufe, Quellen) | Silber     | Gold       | Platin       | Verkäufe  | Quellen                   |
| -------------------------------------------------------------------------------------------- | ---------- | ---------- | ------------ | --------- | ------------------------- |
| Deutschland (BVMI)                                                                           | —          | Gold1      | 3× Platin3   | 1.750.000 | musikindustrie.de         |
| Kanada (MC)                                                                                  | —          | 4× Gold4   | 9× Platin9   | 1.080.000 | musiccanada.com           |
| Neuseeland (RMNZ)                                                                            | —          | Gold1      | Platin1      | 22.500    | aotearoamusiccharts.co.nz |
| Niederlande (NVPI)                                                                           | —          | Gold1      | 3× Platin3   | 350.000   | nvpi.nl                   |
| Österreich (IFPI)                                                                            | —          | 3× Gold3   | Platin1      | 125.000   | ifpi.at                   |
| Schweiz (IFPI)                                                                               | —          | 4× Gold4   | —            | 100.000   | hitparade.ch              |
| Vereinigte Staaten (RIAA)                                                                    | —          | 10× Gold10 | 2× Platin2   | 7.500.000 | riaa.com                  |
| Vereinigtes Königreich (BPI)                                                                 | 3× Silber3 | 4× Gold4   | —            | 580.000   | bpi.co.uk                 |
| Insgesamt                                                                                    | 3× Silber3 | 28× Gold28 | 19× Platin19 |           |                           |